# چاپ حرارتی
مکانیزم جدید چاپ تحت عنوان چاپ با حرارت یا چاپگرهای حرارتی معرفی شده‌اند. در این نوع چاپ نیاز به جوهر نیست در واقع هد دستگاه توسط ایجاد حرارت بر روی کاغذ می‌نویسد. البته باید توجه داشت که کاغذ از نوع خاص می‌باشد (رول‌های حرارتی یا رول‌های حساس) و در واقع در این مکانیزم نیاز به کاغذی داریم که در مقابل حرارت حساس بوده و واکنش نشان دهد.
پرینترهای حرارتی صدور فیش یا چاپگر فیش در دو نوع تک رنگ (سیاه و سفید) و ۲ رنگ در بازار موجود است که کارایی نوع ۲ رنگ آن به علت عدم وجود کاغذ دو رنگ در بازار ایران مانند پرینترهای تک رنگ است. این پرینتر را با نام‌های پرینتر حرارتی، پرینتر صدور قبض، پرینتر صدور فیش، پرینتر صندوق، فیش پرینتر، مینی پرینتر، همچنین ترمال پرینتر نیز نامگذاری می‌کنند. مورد استفاده این نوع از پرینترها بیشتر در فروشگاه‌ها، هایپرها، رستوران‌ها، مراکز نوبت‌دهی، کیوسک‌ها، بانک‌ها و … می‌باشد. که امروزه جایگاه خود را در جوامع مختلف یافته‌است.
چاپ حرارتی یکی از پرکاربردترین چاپ‌ها می‌باشد. کاغذ مورداستفاده در این چاپ‌ها اکنون در چین، کره، آلمان و ژاپن تولید می‌شوند.

## پورت‌های اتصال به کامپیوتر
اکثر پرینترهای حرارتی صدور فیش با پورت‌های زیر در بازار موجود است که هنگام خرید باید نوع پورت را انتخاب کنید یا از نوع فول پورت آن استفاده نمایید. البته امکان تعویض پورت بعد از خرید هم وجود دارد، در ادامه به معرفی انواع پورت‌ها و مزیت پرینترهای حرارتی یا مینی پرینترها در مقایسه با پرینترهای بزرگتر و با مکانیزم‌های دیگر می‌پردازیم.
پورت موازی (Parallel)
این پورت یک پورت استاندارد جهت اتصال پرینتر می‌باشد و سرعت آن مناسب می‌باشد که عدم وجود این پورت بر روی سیستم‌ها و رایانههای جدید و وجود پورت‌های USB می‌توان آن‌ها را منسوخ دانست.
پورت سریال (COM)
از این پورت معمولاً برای مسافت‌های بیشتر از ۱۵ متر یا کار مستقیم با دستگاه‌های الکترونیکی استفاده می‌شود. سرعت این پورت هنگام پرینت نسبت به پورت‌های دیگر پایین‌تر است و نیاز به تنظیمات خاص خود دارد.
پورت USB
مزیت این پورت وجود آن بر روی اکثر دستگاه‌های به روز می‌باشد، فراگیرترین پورت در بین مدل‌های موجود در بازار است.
پورت شبکه (Ethernet)
از این پورت معمولاً در محل‌هایی که تعداد کامپیوترها یا پرینترها زیاد است یا فاصله پرینتر تا کامپیوتر بیشتر از ۴۰ متر است استفاده می‌شود. قیمت پرینتر با این پورت از سایر پورت‌ها بالاتر می‌باشد.